# Catapsephis
Catapsephis és un gènere d'arnes de la família Crambidae.

## Taxonomia
- Catapsephis apicipuncta Hampson, 1899
- Catapsephis flavizonalis Hampson, 1917
- Catapsephis leucomelaena Hampson, 1917
- Catapsephis melanostigma Hampson, 1912
- Catapsephis subterminalis Hampson, 1917